# Giave
Giave (sardisch Tzavè) ist eine italienische Gemeinde (comune) mit 477 Einwohnern (Stand 31. Dezember 2023) im Norden der Insel Sardinien in der Metropolitanstadt Sassari. Die Gemeinde liegt etwa 34,5 Kilometer südsüdöstlich von Sassari und gehört zur Comunità Montana del Logudoro.

## Geschichte
Zahlreiche Nuraghen und Domus de Janas inklusive des Pedra Mendalza führten dazu, dass die Gegend als Valle dei Nuraghi bezeichnet wurde.

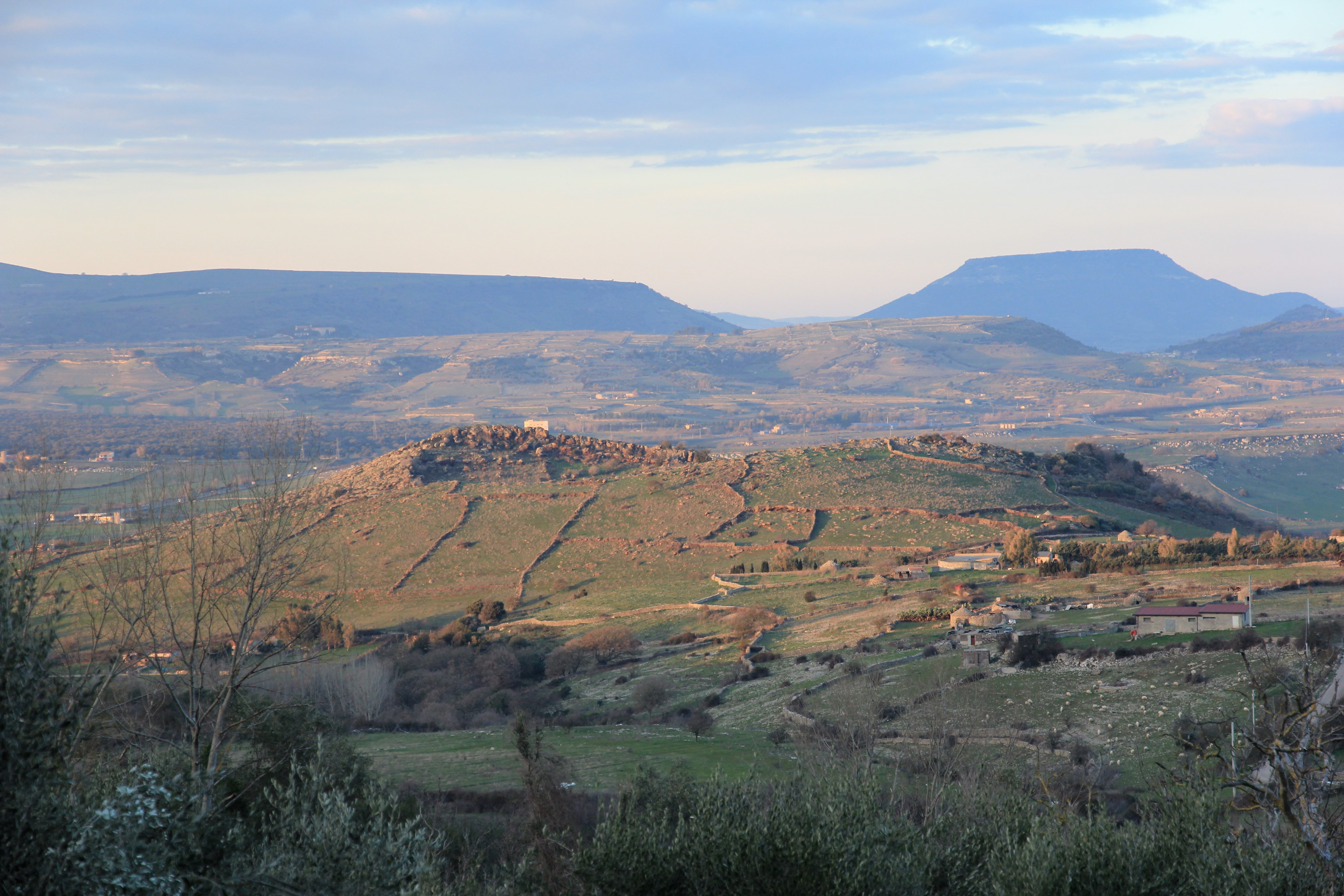
Naturdenkmal Monte Annaru, nördlich von Giave

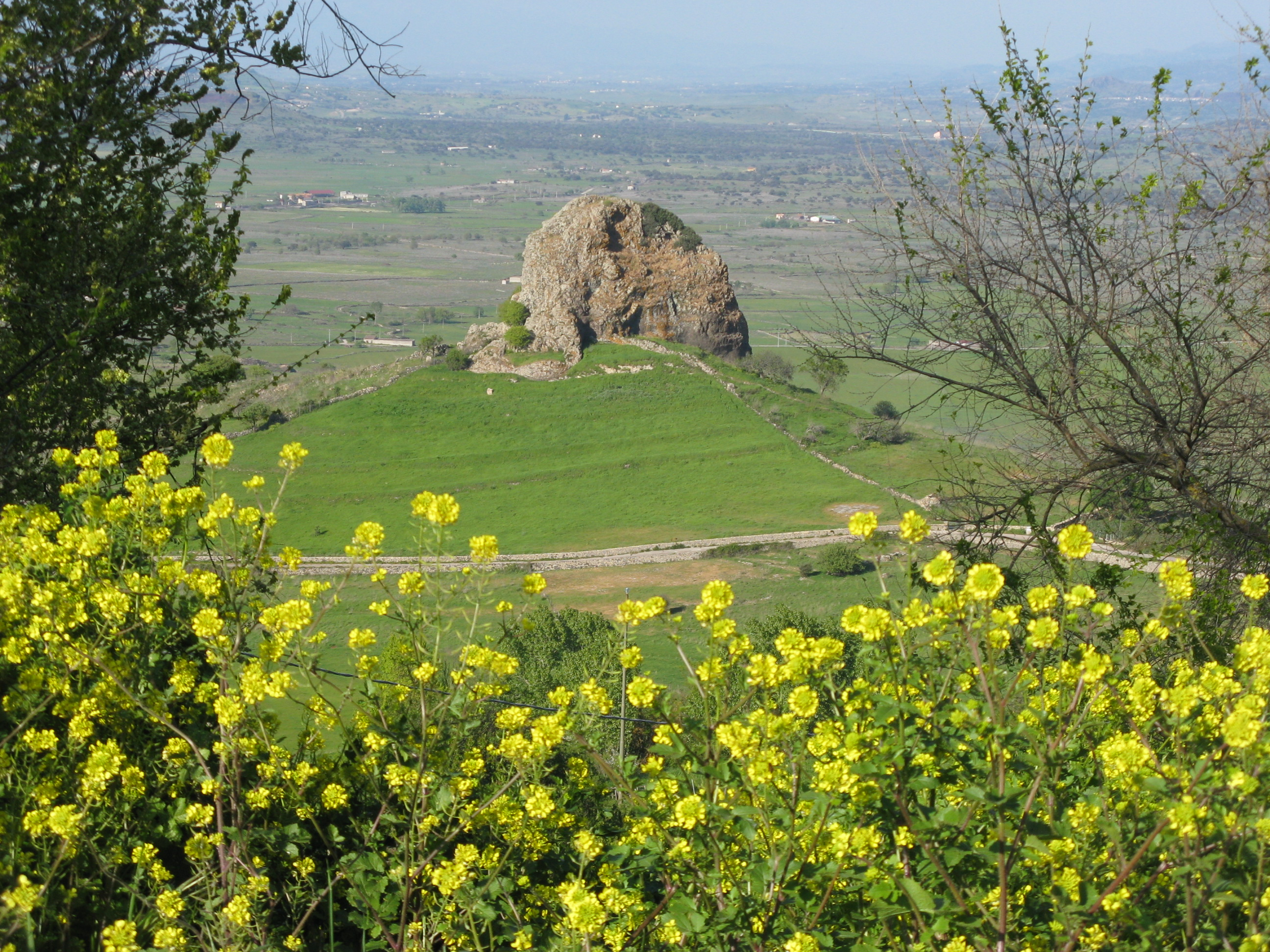
Sa Pedra Mendalza

## Verkehr
Durch die Gemeinde führt die Strada Statale 131 Carlo Felice von Cagliari nach Porto Torres. Der Haltepunkt von Giave liegt an der Bahnstrecke Cagliari–Golfo Aranci Marittima.